# Hud, texanul
Hud, texanul (titlu original: Hud) este un film american Western din 1963 regizat de Martin Ritt. Rolurile principale au fost interpretate de actorii  Paul Newman, Melvyn Douglas, Brandon deWilde și Patricia Neal.

## Distribuție
- Paul Newman - Hud Bannon, fiul arogant și egocentric al fermierului Homer Bannon: Pentru a se pregăti pentru acest rol, Newman a lucrat timp de 10 zile la o fermă din Texas, dormind într-o baracă.[11] Pentru a vorbi cu accent texan, a fost învățat de Bob Hinkle, care l-a învățat anterior pe James Dean pentru rolul lui Jett Rink în Uriașul.[12]
- Melvyn Douglas - Homer Bannon: tatăl lui Hud, bunicul lui Lonnie și proprietarul fermei Bannon:[13] Deși Paramount avea îndoieli cu privire la alegerea lui din cauza afecțiunii sale cardiace, Martin Ritt a insistat că el este actorul potrivit pentru acest rol.[14]
- Brandon deWilde - Lonnie Bannon, nepotul adolescent al lui Hud, care îl idolatrizează: DeWilde, un fost copil actor, era cel mai bine cunoscut la acea vreme pentru rolul său premiat din Shane.[15]
- Patricia Neal - Alma Brown, menajera familiei Bannon: Ritt a decis s-o distribuie pe Neal (pe care a cunoscut-o la Actors Studio) când a fost impresionat de performanța ei din episodul The Untouchables "The Maggie Storm Story". Actrița a semnat pentru 30.000 de dolari;[13] deși a fost trecută a treia pe generic și a avut un total de 22 de minute pe ecran, filmul a avut un impact major asupra carierei sale.[16]

Alte roluri
- Whit Bissell - Mr. Burris
- Crahan Denton - Jesse
- John Ashley - Hermy
- Val Avery - Jose
- George Petrie - Joe Scanlon
- Curt Conway - Truman Peters
- Sheldon Allman - Mr. Thompson
- Pitt Herbert - Mr. Larker
- Carl Low - Mr. Kirby
- Robert Hinkle - Radio Announcer Frank
- Don Kennedy - Charlie Tucker
- Sharyn Hillyer - Myra
- Yvette Vickers - Lily Peters

## Primire

### Premii și nominalizări
| Premiu                              | Categorie                                               | Nominalizat(i)                                                 | Rezultat     | Ref.   |
| ----------------------------------- | ------------------------------------------------------- | -------------------------------------------------------------- | ------------ | ------ |
| Academy Awards                      | Best Director                                           | Martin Ritt                                                    | Nominalizare | [ 17 ] |
| Academy Awards                      | Best Actor                                              | Paul Newman                                                    | Nominalizare | [ 17 ] |
| Academy Awards                      | Best Actress                                            | Patricia Neal                                                  | Câștigat     | [ 17 ] |
| Academy Awards                      | Best Supporting Actor                                   | Melvyn Douglas                                                 | Câștigat     | [ 17 ] |
| Academy Awards                      | Best Screenplay – Based on Material from Another Medium | Irving Ravetch și Harriet Frank Jr.                            | Nominalizare | [ 17 ] |
| Academy Awards                      | Best Art Direction – Black-and-White                    | Hal Pereira, Tambi Larsen, Samuel M. Comer și Robert R. Benton | Nominalizare | [ 17 ] |
| Academy Awards                      | Best Cinematography – Black-and-White                   | James Wong Howe                                                | Câștigat     | [ 17 ] |
| American Cinema Editors Awards      | Best Edited Feature Film                                | Frank Bracht                                                   | Nominalizare | [ 18 ] |
| British Academy Film Awards         | Best Film from any Source                               | Best Film from any Source                                      | Nominalizare | [ 19 ] |
| British Academy Film Awards         | Best Foreign Actor                                      | Paul Newman                                                    | Nominalizare | [ 19 ] |
| British Academy Film Awards         | Best Foreign Actress                                    | Patricia Neal                                                  | Câștigat     | [ 19 ] |
| Directors Guild of America Awards   | Outstanding Directorial Achievement in Motion Pictures  | Martin Ritt                                                    | Nominalizare | [ 20 ] |
| Golden Globe Awards                 | Best Motion Picture – Drama                             | Best Motion Picture – Drama                                    | Nominalizare | [ 21 ] |
| Golden Globe Awards                 | Best Actor in a Motion Picture – Drama                  | Paul Newman                                                    | Nominalizare | [ 21 ] |
| Golden Globe Awards                 | Best Supporting Actor – Motion Picture                  | Melvyn Douglas                                                 | Nominalizare | [ 21 ] |
| Golden Globe Awards                 | Best Supporting Actress – Motion Picture                | Patricia Neal                                                  | Nominalizare | [ 21 ] |
| Golden Globe Awards                 | Best Director – Motion Picture                          | Martin Ritt                                                    | Nominalizare | [ 21 ] |
| Laurel Awards                       | Top Drama                                               | Top Drama                                                      | Câștigat     | [ 22 ] |
| Laurel Awards                       | Top Male Dramatic Performance                           | Paul Newman                                                    | Câștigat     | [ 22 ] |
| Laurel Awards                       | Top Female Dramatic Performance                         | Patricia Neal                                                  | Câștigat     | [ 22 ] |
| Laurel Awards                       | Top Male Supporting Performance                         | Melvyn Douglas                                                 | Câștigat     | [ 22 ] |
| National Board of Review Awards     | Top Ten Films                                           | Top Ten Films                                                  | 4th Place    | [ 23 ] |
| National Board of Review Awards     | Best Actress                                            | Patricia Neal                                                  | Câștigat     | [ 23 ] |
| National Board of Review Awards     | Best Supporting Actor                                   | Melvyn Douglas                                                 | Câștigat     | [ 23 ] |
| National Film Preservation Board    | National Film Registry                                  | National Film Registry                                         | Inducted     |        |
| New York Film Critics Circle Awards | Best Film                                               | Best Film                                                      | Nominalizare |        |
| New York Film Critics Circle Awards | Best Director                                           | Martin Ritt                                                    | Nominalizare |        |
| New York Film Critics Circle Awards | Best Actor                                              | Paul Newman                                                    | Nominalizare |        |
| New York Film Critics Circle Awards | Best Actress                                            | Patricia Neal                                                  | Câștigat     |        |
| New York Film Critics Circle Awards | Best Screenplay                                         | Irving Ravetch și Harriet Frank Jr.                            | Câștigat     |        |
| Venice International Film Festival  | Golden Lion                                             | Martin Ritt                                                    | Nominalizare |        |
| Venice International Film Festival  | OCIC Award                                              | Martin Ritt                                                    | Câștigat     |        |
| Writers Guild of America Awards     | Best Written American Drama                             | Harriet Frank Jr. și Irving Ravetch                            | Câștigat     | [ 24 ] |